# Никифоров, Борис Александрович
Борис Александрович Никифоров (род. 2 августа 1937) — советский и российский учёный и педагог. Профессор, доктор технических наук. Специалист в области металлургии. Ректор Магнитогорского государственного технического университета в 1989—2007 годах.

## Биография
Родился 2 августа 1937 года в посёлке Раевка Альшеевского района Башкирской АССР в семье железнодорожного рабочего. В 1961 году окончил технологический факультет Магнитогорского горно-металлургического института (МГМИ) по специальности «обработка металлов давлением», а в 1968 году — аспирантуру при институте, защитив кандидатскую диссертацию на тему «Исследование прокатки катанки в четырёхвалковых калибрах».
В 1961—1965 годах — на работе в сортопрокатном цехе Магнитогорского металлургического комбината: подручный вальцовщика, вальцовщик, начальник смены, старший мастер.
С 1968 года — старший преподаватель, доцент, руководитель отраслевой лаборатории прокатного производства, профессор. В 1977—1989 годах — проректор по научной работе МГМИ, в 1970—1990 годах — заведующий кафедрой технологии металлов и метизного производства.
В 1989—2007 годах — ректор МГМИ (ныне Магнитогорский государственный технический университет, МГТУ). Под руководством Никифорова в 1994 году вузу был присвоен статус академии, в 1998 года — статус университета.
Специалист в областях теории обработки металлов давлением, прокатного производства, внепечной обработки металлов и сплавов. Результаты научных разработок Никифорова были внедрены на ряде российских металлургических предприятий. Ему принадлежит свыше 140 авторских свидетельств на изобретения и полезные модели, в том числе 12 международных патентов (ФРГ, США, Японии и других стран). Автор более 300 научных работ, в том числе трёх монографий и более 20 научно-методических пособий.
Под научным руководством Никифорова было защищено не менее пяти докторских и 27 кандидатских диссертаций.
Депутат Челябинского областного совета (1990—1994), депутат Законодательного собрания Челябинской области (2000—2004).

### Уголовное дело
В 2009 году прокуратурой в отношении Никифорова было предъявлено обвинении в присвоении и растрате, превышении и злоупотреблении должностными полномочиями. По версии следствия, Никифоров был организатором коррупционной схеме, в результате которой МГТУ лишился 11 млн рублей. Дело было передано в суд.

### Награды
Награжден орденами «Знак Почёта» (1976), «За заслуги перед Отечеством» IV степени (2001), медалью К. Д. Ушинского (2004). Заслуженный деятель науки и техники Российской Федерации, почётный гражданин города Магнитогорска (1997), лауреат Государственной премии.